# Coburgo
Coburgo (en alemán: Coburg, pronunciación: /ˈkoːbʊʁk/ⓘ) es una ciudad del estado federado de Baviera, Alemania. Situada en la ribera del río Itz, se encuentra en la región de Alta Franconia, cerca de Bamberg. Durante mucho tiempo formó parte de uno de los estados de Turingia de la casa de Wettin, y no se unió a Baviera por votación popular hasta 1920. Hasta la revolución de 1918, fue una de las capitales del ducado de Sajonia-Coburgo y Gotha y del ducado de Sajonia-Coburgo-Saalfeld.
Gracias a políticas dinásticas exitosas, la familia principesca gobernante se casó con varias familias reales de Europa, sobre todo en la persona del príncipe Alberto, quien se casó con la reina Victoria en 1840. Como consecuencia de estos estrechos vínculos con las casas reales de Europa, a finales del siglo XIX y principios del XX, Coburgo fue visitada con frecuencia por los monarcas de Europa y sus familias.
En esta ciudad se localiza la Fortaleza de Coburgo, uno de los castillos más grandes de Alemania. En 1530, Martín Lutero vivió allí durante seis meses porque se le había negado la asistencia a la Dieta de Augsburgo.
Hoy en día, la población de Coburgo se acerca a los 41 500 habitantes. Dado que sufrió pocos daños durante la Segunda Guerra Mundial, Coburgo conserva muchos edificios históricos, lo que la convierte en un destino turístico popular.

## Historia
La ciudad de Coburgo fue fundada durante la Alta Edad Media como un sitio de paso de las numerosas rutas comerciales que cruzaban el centro de Europa. En 1353, tras varias disputas nobiliarias, el territorio de Coburgo pasó a depender de la casa sajona de Wettin. En el siglo XVII se constituyó como capital del Ducado de Sajonia-Coburgo,L al cual incorporaría los territorios Saalfeld y de Gotha a lo largo del siglo XVIII.

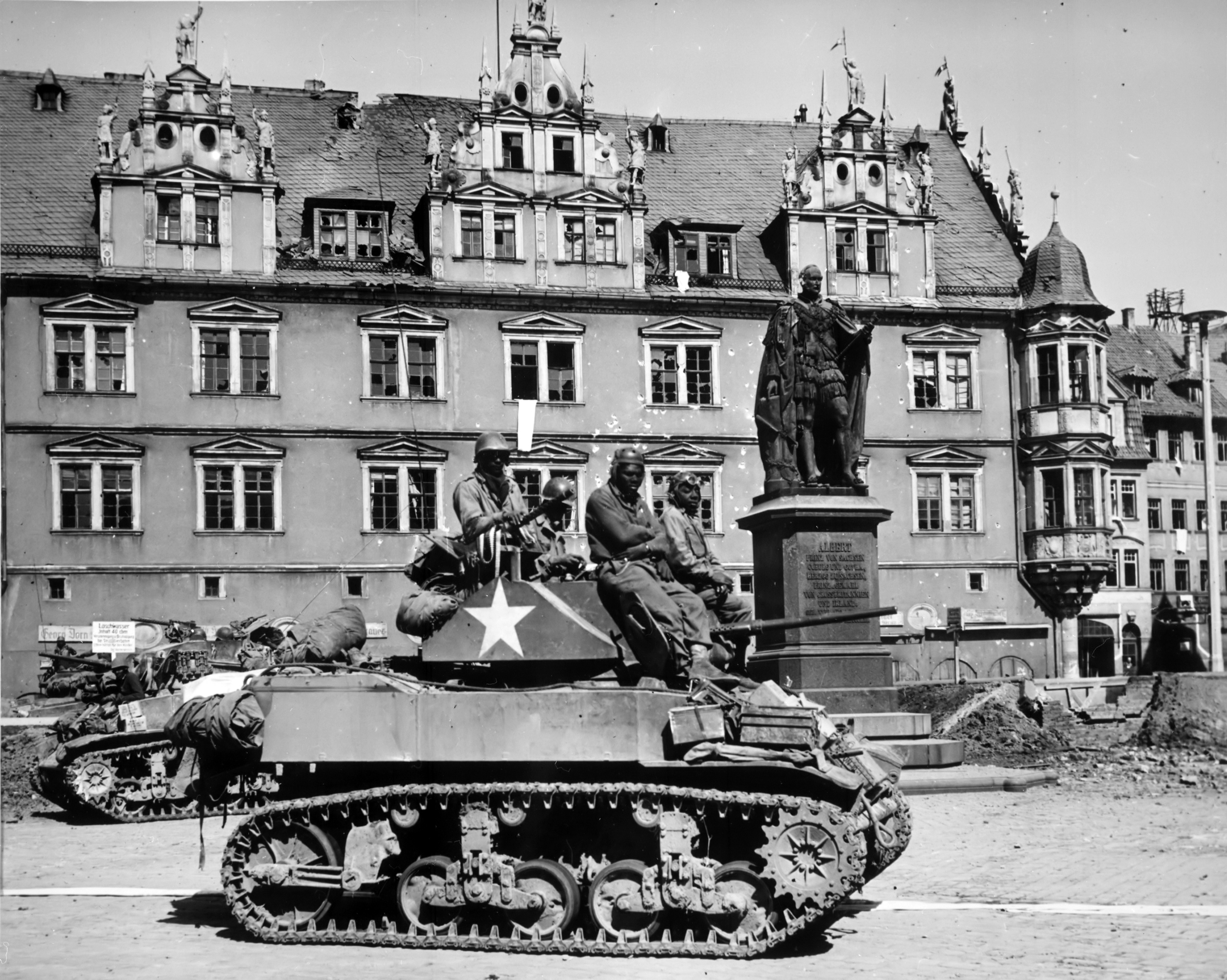
Coburgo, ocupada por los estadounidenses al final de la Segunda Guerra Mundial.

Se incorporó a Baviera, en vez de a Turingia, debido a un referéndum popular el año 1920. A esto se debe que, tras la Segunda Guerra Mundial, perteneciera a la República Federal de Alemania. Su cercanía con el llamado Telón de acero hizo que durante la Guerra Fría la ciudad resultara poco favorecida económicamente y que tras la reunificación viviera una fuerte revitalización.   
Fue la primera ciudad de Alemania en tener un alcalde del Partido Nazi en el año 1931.

Mapa de Coburg

## Religión
El 55 % de la población es protestante, un 20,2 % católico y un 24,8 % de otras religiones o ateo.

## Alcaldes
- 1846-1865: Leopold Oberländer
- 1865-1896: Rudolf Muther
- 1897-1924: Gustav Hirschfeld
- 1924-1931: Erich Unverfähr (SPD)
- 1931-1934: Franz Schwede (NSDAP)
- 1934-1937: Otto Schmidt (NSDAP)
- 1937-1938: Wilhelm Rehlein (NSDAP)
- 1938-1945: August Greim (NSDAP)
- 1945, Comisario: Alfred Sauerteig
- 1945, Comisario: Eugen Bornhauser
- 1945-1948: Ludwig Meyer (SPD)
- 1948-1970: Walter Langer (FDP)
- 1970-1978: Wolfgang Stammberger (SPD)
- 1978-1990: Karl-Heinz Höhn (CSU)
- 1990-2014: Norbert Kastner (SPD)
- 2014- : Norbert Tessmer (SPD)